# Bithynia boissieri
Bithynia boissieri е вид коремоного от семейство Bithyniidae.

## Разпространение
Видът е разпространен в Италия.